# Умершие в апреле 1996 года
Это список известных людей, соответствующих установленным критериям значимости (см. Википедия:Критерии значимости персоналий), умерших в апреле 1996 года.
Причина смерти указывается лишь в исключительных случаях (убийство, самоубийство, гибель в результате военных действий, смертная казнь, ДТП или несчастные случаи). В остальных случаях — не указывается.
- 1 апреля — Александр Диордица (84) — молдавский советский государственный деятель.
- 1 апреля — Мирослав Думанский (66) — советский футболист, полузащитник и футбольный тренер.
- 3 апреля — Василий Бойко (89) — советский военный деятель, Генерал-лейтенант. Герой Советского Союза.
- 3 апреля — Ян Пузыревский (25) — российский актёр театра и кино; самоубийство.
- 3 апреля — Валерий Семёнов (71) — советский и российский хирург, учёный; доктор медицинских наук.
- 4 апреля — Людмила Полонская (73) — российский историк-востоковед.
- 4 апреля — Борис Рыцарев (65) — советский кинорежиссёр и сценарист, мастер жанра фильма-сказки.
- 5 апреля — Nadieh (37) — нидерландская певица, музыкант; тромбоэмболия.
- 6 апреля — Пётр Войновский (82) — украинский националистический военный деятель.
- 7 апреля — Жорж Жере (71) — французский актёр театра, кино и телевидения, популярный в 1960—1970-х годах.
- 7 апреля — Елена Мазаник (82) — советская разведчица, непосредственный исполнитель уничтожения нацистского гауляйтера Белоруссии Вильгельма Кубе.
- 7 апреля — Колин Клиффорд[англ.] (97) — британская актриса и исполнительница.
- 8 апреля — Пётр Скорик (77) — советский шахтёр, Герой Социалистического Труда.
- 9 апреля — Фёдор Дачко (73) — капитан Советской Армии, участник Великой Отечественной войны, Герой Советского Союза.
- 9 апреля — Иван Мытарев (70) — участник Великой Отечественной войны, Герой Советского Союза.
- 10 апреля — Михаил Литвин-Седой (78) — советский и российский учёный в области механики, в годы Великой Отечественной войны — военный корреспондент ТАСС.
- 10 апреля — Фёдор Опадчий (89) — Герой Советского Союза.
- 10 апреля — Павел Рубис (73) — командир расчёта пулемётной роты 417-го стрелкового полка 43-й армии 1-го Прибалтийского фронта, сержант.
- 11 апреля — Габит Ахмеров (75) — Герой Советского Союза.
- 11 апреля — Сергей Комаров (73) — Герой Советского Союза.
- 12 апреля — Василий Демченко (74) — Герой Советского Союза.
- 12 апреля — Викентий Карпович (82) — советский лётчик-истребитель, Герой Советского Союза.
- 12 апреля — Александр Масельский (59) — советский и украинский политический и государственный деятель., Герой Украины (2006, посмертно).
- 15 апреля — Герман Коваленко (61) — советский и российский актёр.
- 16 апреля — Александр Малиновский (86) — российский учёный и философ, специалист в области биологии и генетики, теории и практики применения системного подхода, тектологии и кибернетики.
- 16 апреля — Александр Шумович (36) — оператор киностудии имени Довженко (фильм «Автопортрет неизвестного» и др.); убийство[1].
- 17 апреля — Владимир Кучинский (47) — советский российский режиссёр и продюсер («Любовь с привилегиями» и др. фильмы); покончил с собой на следующий день после того, как убил Александра Шумовича[2].
- 17 апреля — Иван Скалий (77) — Полный кавалер Ордена Славы.
- 18 апреля — Павел Ковалёв (84) — доктор географических наук, профессор.
- 18 апреля — Иван Сенагин (80) — Герой Советского Союза.
- 20 апреля — Николай Грицак (75) — Полный кавалер Ордена Славы.
- 20 апреля — Кристофер Милн (75) — мемуарист, сын английского писателя Алана Александра Милна.
- 21 апреля — Джохар Дудаев (52) — чеченский военный, государственный и политический деятель, лидер чеченского сепаратистского движения 90-х годов XX века, первый президент самопровозглашённой Чеченской Республики Ичкерия; погиб от удара ракеты во время разговора по телефону с российским депутатом Константином Боровым.
- 21 апреля — Владимир Курилов (73) — майор Советской Армии, участник Великой Отечественной войны, Герой Советского Союза.
- 22 апреля — Михаил Высогорец (75) — Герой Советского Союза.
- 22 апреля — Серафим Субботин (75) — Герой Советского Союза.
- 23 апреля — Самуил Богорад (88) — советский подводник, Герой Советского Союза.
- 23 апреля — Виктор Великий (77) — Герой Советского Союза.
- 23 апреля — Памела Трэверс (96) — английская писательница, автор серии книг о Мэри Поппинс.
- 24 апреля — Анатолий Аистов (79) — советский военачальник, контр-адмирал.
- 26 апреля — Анатолий Грачёв (76) — Герой Советского Союза.
- 26 апреля — Геннадий Чехлов (73) — Герой Советского Союза.
- 28 апреля — Григорий Байбаренко (76) — Герой Советского Союза.
- 30 апреля — Николай Ерофеев — советский учёный-историк.